# Teamrolle
Teamrolle ist die Bezeichnung für die Funktion, Position oder Aufgabenstellung, die ein Teammitglied innerhalb einer Arbeitsgruppe zugewiesen bekommen hat oder sich auf Grund bestehender Eignungs- und Leistungsschwerpunkte im Laufe einer Team- oder Gruppendynamik innerhalb des Teams herausgebildet hat.

## Begriffsabgrenzung

### Der Rollenbegriff
Eine soziale Rolle bezeichnet die Rechte und Pflichten des Inhabers einer Position, also seiner Stellung im Gesellschaftsgefüge, wobei die Mitglieder von Bezugsgruppen bestimmte Erwartungen, also Annahmen über das, was eine Person tun wird oder tun sollte, an das Verhalten dieser Person haben. Jeder Rollenträger sieht sich einem Bündel von unterschiedlich streng verbindlichen Verhaltensnormen ausgesetzt, welche je nach Ausprägung als Kann-, Soll- oder Mussnormen bezeichnet werden.
Da Individuen gleichzeitig oft widersprüchliche Erwartungen verschiedener Bezugsgruppen erfüllen wollen/ sollen/ müssen, entsteht ein innerer Rollenkonflikt, dem mit Hilfe der Rollendistanz begegnet wird.

### Teams
Als Team werden aus verschiedenen Fachkräften bestehende kleine funktionsgegliederte Arbeitsgruppen verstanden, die zur Erfüllung bestimmter Aufgaben zusammenwirken (Teamarbeit). Charakteristisch für diese Gruppen sind ein partnerschaftliches Verhalten, relativ intensive wechselseitige Beziehungen und eine gleichberechtigte Mitbestimmung aller Mitglieder bei der Diskussion von Methoden, Inhalten und Zielen ihrer Arbeit. Zusätzlich verfügen diese Gruppen über einen ausgeprägten Gemeinschaftsgeist (Teamspirit), sowie über eine relativ starke Gruppenkohäsion.

### Teamrollen
Insbesondere bei der Bearbeitung komplexer Aufgabenstellungen und langfristiger Projekte ist deren Erfolg oder Misserfolg von der Effektivität eines Teams abhängig. Nicht das Expertenwissen einzelner Mitglieder, sondern eine optimale Nutzung des gesamten Wissensspektrums, einschließlich der Fähigkeiten und Fertigkeiten, aller Teammitglieder ist hier entscheidend. In diesem Zusammenhang stellt sich die Frage, welche Faktoren eine positiv verstärkende bzw. negativ reduzierende Wirkung auf die Leistung eines Teams ausüben.

## Teamrollen nach Belbin
Der Engländer Meredith Belbin untersuchte in den 1970er Jahren die Auswirkungen der Teamzusammensetzung aus verschiedenen Persönlichkeitstypen auf die Teamleistung. Ausgehend von der Annahme, dass das Persönlichkeitsprofil eines Menschen auf unterschiedlich stark ausgeprägten Eigenschaften beruht, analysierte Belbin die Ergebnisse von Teams aus Kursteilnehmern am Henley Management College und identifizierte so acht verschiedene Teamrollen, welche sich aus den Verhaltensmustern der Mitglieder ergeben. Diese fasste er 1981 in einem Modell zusammen und ergänzte seinen Katalog später noch um eine neunte Rolle, die Rolle des Spezialisten.
Menschen entwickeln sich durch die Einwirkung verschiedener und sich gegenseitig beeinflussender Faktoren unterschiedlich, wodurch sich gewisse Charakteristika des Persönlichkeitsprofils und somit des Rollenverhaltens in Teams herausbilden. Jeder Mensch verfügt also über bestimmte Stärken und Schwächen, welche Belbin mittels Fragenkatalog zur Selbsteinschätzung herausarbeitet und diese Beurteilungen durch außenstehende Beobachter ergänzen lässt, um so das Teamrollenprofil der Teilnehmer bestimmen zu können. Die Auswertung der Fragebögen kann zusätzlich durch ein spezielles Software-Tool unterstützt werden. Die Bewertung ganzer Teams ist durch die Zusammenfassung der Einzelergebnisse möglich.
Nach Belbin arbeiten Teams dann effektiv, wenn sie aus einer Vielzahl heterogener Persönlichkeits- und Rollentypen bestehen, wobei er in seiner Gliederung drei Hauptorientierungen unterscheidet, welche wiederum jeweils drei der neun Teamrollen umfassen:
- 3 handlungsorientierte Rollen: Macher (Shaper), Umsetzer (Implementer), Perfektionist (Completer, Finisher)
- 3 kommunikationsorientierte Rollen: Koordinator/Integrator (Co-ordinator), Teamarbeiter/Mitspieler (Teamworker), Wegbereiter/Weichensteller (Resource Investigator)
- 3 wissensorientierte Rollen: Neuerer/Erfinder (plant), Beobachter (Monitor Evaluator), Spezialist (Specialist)

### Teamrollen im Überblick
| Teamrolle                  | Rollenbeitrag                                       | Charakteristika                            | zulässige Schwächen                      |
| -------------------------- | --------------------------------------------------- | ------------------------------------------ | ---------------------------------------- |
| Neuerer/Erfinder           | bringt neue Ideen ein                               | unorthodoxes Denken                        | oft gedankenverloren                     |
| Wegbereiter/Weichensteller | entwickelt Kontakte                                 | kommunikativ, extrovertiert                | oft zu optimistisch                      |
| Koordinator/Integrator     | fördert Entscheidungsprozesse                       | selbstsicher, vertrauensvoll               | kann als manipulierend empfunden werden  |
| Macher                     | hat Mut, Hindernisse zu überwinden                  | dynamisch, arbeitet gut unter Druck        | ungeduldig, neigt zu Provokation         |
| Beobachter                 | untersucht Vorschläge auf Machbarkeit               | nüchtern, strategisch, kritisch            | mangelnde Fähigkeit zur Inspiration      |
| Teamarbeiter/Mitspieler    | verbessert Kommunikation, baut Reibungsverluste ab  | kooperativ, diplomatisch                   | unentschlossen in kritischen Situationen |
| Umsetzer                   | setzt Pläne in die Tat um                           | diszipliniert, verlässlich, effektiv       | unflexibel                               |
| Perfektionist              | vermeidet Fehler, stellt optimale Ergebnisse sicher | gewissenhaft, pünktlich                    | überängstlich, delegiert ungern          |
| Spezialist                 | liefert Fachwissen und Information                  | selbstbezogen, engagiert, Fachwissen zählt | verliert sich oft in technischen Details |

### Beschreibung der Teamrollen

#### Plant: der Neuerer/Erfinder
Charakteristika
Erfinder sind introvertiert, kreativ, fantasievoll und verfügen über ein unorthodoxes Denken. Sie bringen neue Ideen und Strategien in die Diskussion ein und suchen nach alternativen Lösungen.
Stärken
Ihre besonderen Fähigkeiten liegen darin, für schwierige Problemstellungen Lösungen zu finden.
Schwächen
Indem sie dazu neigen, Details und Nebensächlichkeiten zu ignorieren, unterlaufen ihnen als Folge Flüchtigkeitsfehler. Darüber hinaus können sie mit Kritik schlecht umgehen.
Einsatzbereich
Erfinder sollten sich auf ihr hohes Problemlösungspotential und die Fähigkeit, neue Strategien zu entwickeln, konzentrieren und dabei die Ideen der übrigen Teammitglieder berücksichtigen.

#### Resource Investigator: der Wegbereiter/Weichensteller/Organisator
Charakteristika
Der Resource Investigator ist extrovertiert, enthusiastisch und kommunikativ. Er schließt schnell Freundschaften, ist sozial und gesellig.
Stärken
Es fällt ihm leicht, nützliche Kontakte zu Quellen außerhalb des Teams aufzubauen und zu nutzen. Des Weiteren findet er neue Möglichkeiten und Lösungsalternativen.
Schwächen
Weichensteller sind oft zu optimistisch und verlieren nach anfänglichem Enthusiasmus leicht das Interesse. Sie neigen dazu, sich mit Irrelevantem zu beschäftigen, weshalb sie vom Kernthema abschweifen.
Einsatzbereich
Wegbereiter sollten die Kontakte zur Welt außerhalb des Teams intensiv pflegen und die so gefundenen Quellen intensiv für ihre Ideenfindung nutzen.

#### Co-Ordinator: der Koordinator/Integrator
Charakteristika
Der Koordinator ist selbstsicher, entschlusskräftig und kommunikativ und ein guter Zuhörer. Er koordiniert den Arbeitsprozess, setzt Ziele und Prioritäten, erkennt relevante Problemstellungen und delegiert Aufgaben an jene Kollegen, die zu deren Erledigung am besten geeignet sind. Er achtet auf die Einhaltung externer Ziel- und Zeitvorgaben.
Schwächen
Seine Kollegen können ihn oft als manipulierend empfinden. Dies kann dazu führen, dass sie sich insbesondere auf der persönlichen Ebene vom Koordinator entfernen. Verstärkt wird dieses Gefühl noch durch den Umstand, dass er zum Delegieren persönlicher Aufgaben neigt.
Einsatzbereich
Menschen mit den Eigenschaften eines Koordinators sind als Teamleiter geeignet, deren Aufgaben in der Koordination und Zuweisung der Sachbereiche liegen sollten.

#### Shaper: der Macher
Charakteristika
Der Macher ist dynamisch, energiegeladen und steht ständig unter Druck, er lehnt unklare und ungenaue Angaben und Aussagen ab und  konzentriert sich auf die wesentlichen Kernprobleme.
Stärken
Er fordert seine Kollegen heraus und übernimmt schnell die Verantwortung. Er formuliert Teilziele, sucht Strukturen, sorgt für rasche Entscheidungsfindung und veranlasst, dass Aufgaben sofort erledigt werden.
Schwächen
Shaper neigen zu Provokation und geraten leicht in Streit mit ihren Teamkollegen, sind jedoch nicht nachtragend. Sie werden insbesondere von teamexternen Beobachtern als arrogant empfunden und verursachen durch ihr hektisches Auftreten Unruhe im Team.
Einsatzbereich
Macher fühlen sich in einem Team von Gleichgestellten am wohlsten. Sobald sie eine Führungsposition übernehmen müssen, sind verstärkte Kontrolle und Koordination notwendig, welche gerade diesem Rollentyp ein hohes Maß an Selbstdisziplin abverlangen. Die Konzentration und das Nutzen der Stärken erweisen sich als sinnvoll.

#### Monitor Evaluator: der Beobachter
Charakteristika
Der Beobachter ist nüchtern, strategisch, analytisch. Er verschafft sich aus der Distanz einen guten Überblick, ist eher introvertiert und ergreift selten ohne Aufforderung das Wort.
Stärken
Der Monitor Evaluator berücksichtigt alle relevanten Möglichkeiten und verfügt über ein gutes Urteilsvermögen.
Schwächen
Er ist aufgrund mangelnder Begeisterung kaum in der Lage, andere zu motivieren, neigt dazu, das Interesse nach erfolgter Kritik gänzlich zu verlieren und kann von Teamkollegen als taktlos und herablassend empfunden werden.
Einsatzbereich
Der Beobachter sollte darauf achten, dass seine Meinung gehört wird. Dies gelingt, indem er versucht, weniger zynisch und skeptisch zu sein.

#### Teamworker: der Teamarbeiter/Mitspieler
Charakteristika
Teamworker sind sympathisch, beliebt, kommunikativ, diplomatisch und kennen oft die privaten Hintergründe ihrer Kollegen.
Stärken
Sie sorgen für ein angenehmes Arbeitsklima und Harmonie, sie können als die soziale Seele des Teams bezeichnet werden. Teamarbeiter vermeiden Rivalität und sind fähig introvertierte Kollegen zur aktiveren Teilnahme zu motivieren.
Schwächen
Sie sind in kritischen Situationen unentschlossen und tendieren dazu, Entscheidungen anderen zu überlassen.
Einsatzbereich
Die Anwesenheit von Teamarbeitern ist besonders in Konfliktsituationen bedeutend, da sie hier ihre diplomatischen Fähigkeiten zur Bereinigung von Meinungsverschiedenheiten einsetzen können. Sie agieren oft helfend aus dem Hintergrund und sind für den Beitrag sozialer Leistungen verantwortlich.

#### Implementer: der Umsetzer
Charakteristika
Der Umsetzer ist zuverlässig, konservativ und diszipliniert. Er arbeitet effizient, systematisch und methodisch.
Stärken
Umsetzer setzen Konzepte in durchführbare Arbeitspläne um, benötigen stabile Strukturen und arbeiten an deren Aufbau.
Schwächen
Sie stehen Umweltveränderungen kritisch gegenüber und reagieren auf neue Lösungsvorschläge oft unflexibel.
Einsatzbereich
Umsetzer sollten für die Definition einer klaren Zielsetzung, praktischer Ansätze und das Strukturieren der Vorgehensweise verantwortlich sein.

#### Completer: der Perfektionist
Charakteristika
Der Completer ist perfektionistisch, genau, pünktlich, zuverlässig und ängstlich.
Stärken
Er vermeidet Fehler und sorgt für eine genaue Einhaltung von Zeitvorgaben und achtet auf Details.
Schwächen
Aus Angst, dass etwas übersehen wird, überprüft und kontrolliert er lieber persönlich, als dass er delegiert. Er ist oft überängstlich und zu genau, wodurch er den Überblick verlieren kann.
Einsatzbereich
Completer leisten v. a. dann einen wichtigen Beitrag, wenn das Team Gefahr läuft, zu oberflächlich zu arbeiten oder Zeitvorgaben nicht einzuhalten.

#### Specialist: der Spezialist, der zusätzlich ergänzte Charakter
Charakteristika
Der Spezialist ist selbstbezogen, engagiert und auf den technischen / fachlichen Teil eines Themas konzentriert. Er verfügt über umfangreiches Expertenwissen, Hintergrundinformationen und Fähigkeiten, an denen es den anderen Teammitgliedern fehlt.
Stärken
Er formuliert generelle Aussagen in die technisch korrekten Bezeichnungen um und leistet den professionellen Beitrag zum jeweiligen Thema.
Schwächen
Spezialisten neigen dazu, sich in technischen Einzelheiten zu verlieren und leisten daher eher nur informative Beiträge.
Einsatzbereich
Die Funktion der Spezialisten besteht darin, Informationsdefizite des Teams auszugleichen und das notwendige Fachwissen beizusteuern.

### Schlussfolgerungen
- Je nach Verhalten können den Teammitgliedern neun verschiedenen Rollen zugeordnet werden.
- Das Rollenverhalten einer Person im Team ist aufgrund von Testergebnissen vorhersehbar.
- Die richtige Kombination von verschiedenen Teamrollen macht Teams effizient.
- Die falsche Kombination von verschiedenen Teamrollen schwächt Teams.
- Eine individuelle Teamrolle entspricht nicht notwendigerweise seiner funktionalen und organisatorischen Zuordnung.
- Die Abwesenheit einer der acht bzw. neun Rollen muss ein Team nicht zwingend schwächen.
- Es gibt Teamrollen, die für den Erfolg wichtiger sind als andere.

Belbin versucht mit seinem Modell, Teambildung und Teammanagement zu erklären und zu erleichtern und trägt somit zum Verständnis effektiver Teamarbeit bei. Die Entwicklung des Teambildungsprozesses ebenso wie dessen Vorhersagbarkeit soll mit einfachen Mitteln ermöglicht werden. Dies soll durch den Versuch gelingen, Menschen einzelnen Kategorien zuzuordnen, wobei der Umstand berücksichtigt wird, dass die Grenzen zwischen den jeweiligen Rollen fließend sind und mehrere Rollenprofile (wobei eine Person selten mehr als zwei Teamrollen ausfüllen kann), abhängig von der jeweiligen Situation, auf eine Person gleichzeitig zutreffen können. Dennoch konnten im Rahmen der Fragebogenauswertung gewisse dominante Tendenzen in Richtung eines Rollencharakters festgestellt werden. Diese Erkenntnis macht daher eine Zuordnung, trotz der genannten Abgrenzungsschwierigkeiten, möglich.
Indem ein Teammitglied durch Selbsteinschätzung mit Hilfe des Fragebogens und anschließenden Feedbacks durch unabhängige Beobachter mehr über die eigenen Stärken und Schwächen erfährt, kann es sich in die Gruppe besser einfügen, ist motivierter und kann einen, seinen persönlichen Fähigkeiten entsprechenden, wichtigen Beitrag leisten.
Es gibt eine Reihe von Testverfahren, die sich zur Bestimmung und Moderation von Teamrollen eignen. Neben dem Belbin-Test, der sich spezifisch für diese Aufgabe anbietet, sind im Harrison Assessment Team- und Rollendarstellungen möglich.